# Parateuthis
Parateuthis tunicata és una espècie de mol·lusc cefalòpode de la família Cranchiidae, l'únic membre conegut del gènere Parateuthis. La validesa de Parateuthis i de P. tunicata és incerta. Un sol espècimen va ser trobat a l'oceà Antàrtici es conserva al Museum für Naturkunde de Berlín.